# Tropideres albirostris
Tropideres albirostris är en skalbaggsart som först beskrevs av Herbst 1783.  Tropideres albirostris ingår i släktet Tropideres, och familjen plattnosbaggar. Det är osäkert om arten förekommer i Sverige.

## Bildgalleri

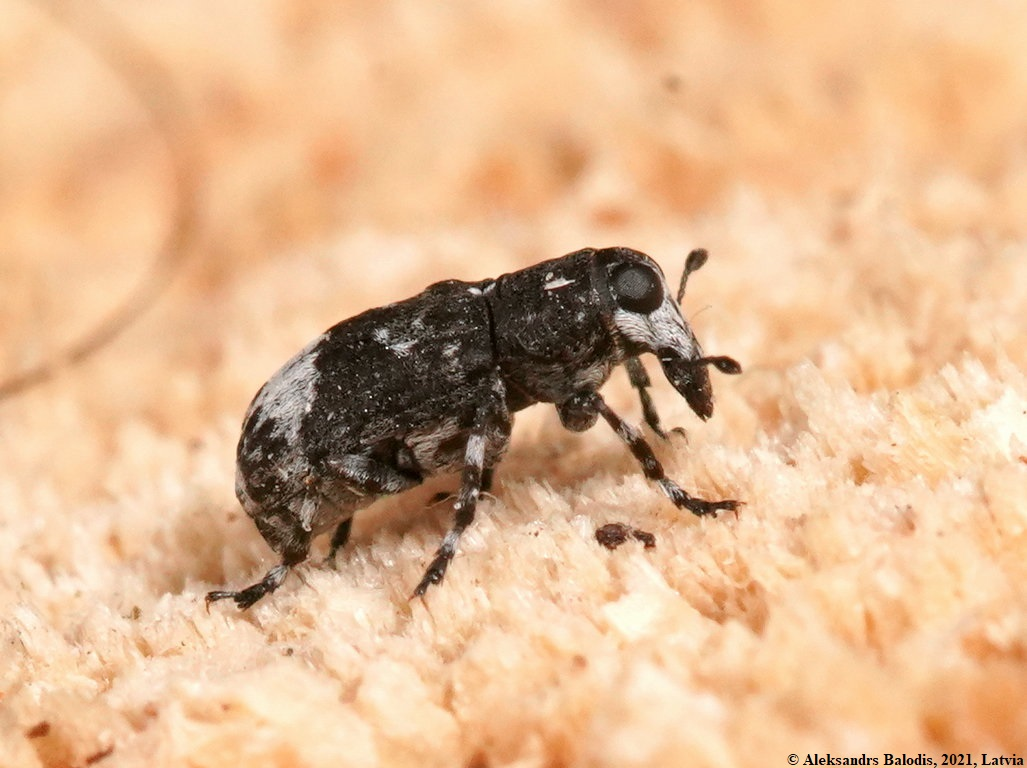
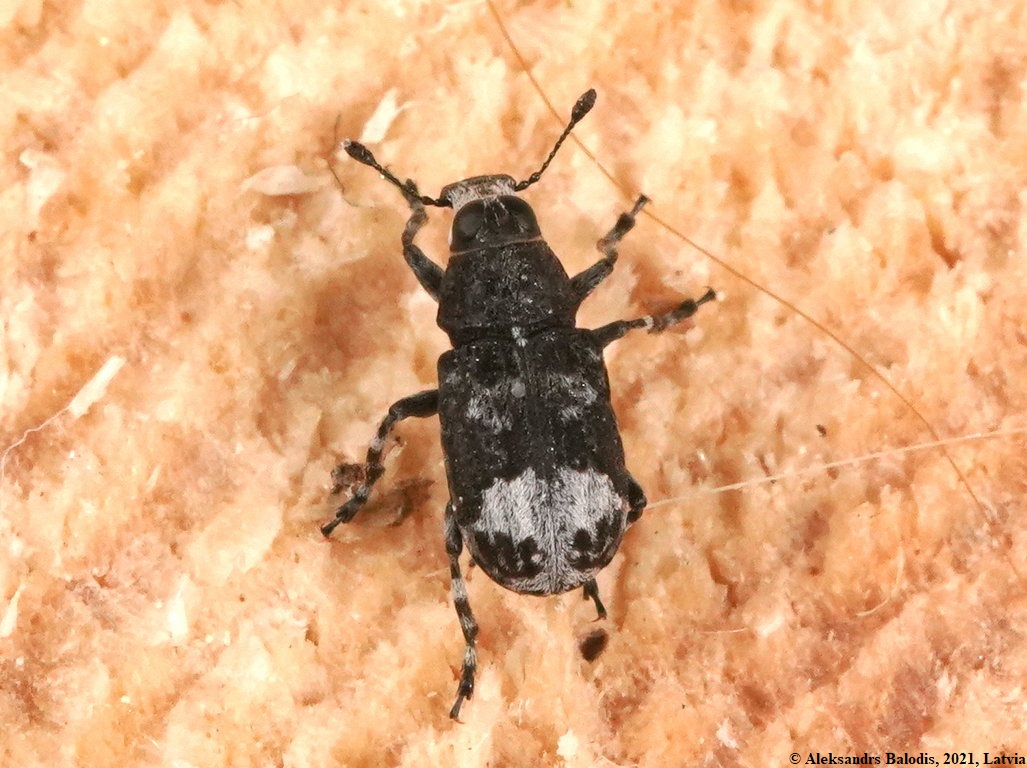